# 克拉斯诺东斯基农村居民点
克拉斯诺东斯基农村居民点（俄语：Краснодонское сельское поселение）是俄罗斯联邦伏尔加格勒州伊洛夫利亚区所属的一个农村居民点。其下辖有3个居民点，行政中心为克拉斯诺东斯基。据2016年统计，该农村居民点的人口为1415人。